# Cyclodictyon glareosum
Cyclodictyon glareosum är en bladmossart som beskrevs av Brotherus 1907. Cyclodictyon glareosum ingår i släktet Cyclodictyon och familjen Hookeriaceae. Inga underarter finns listade i Catalogue of Life.